# Point final à la ligne
Pour plus de détails, voir Fiche technique et Distribution.
Point final à la ligne est un film français réalisé par Jean-François Gallotte et Irène Sohm, sorti en 1981.

## Fiche technique
- Titre : Point final à la ligne
- Réalisation :	Jean-François Gallotte et Irène Sohm
- Scénario : Jean-François Gallotte et Irène Sohm
- Photographie : Jacques Chabot et Martin Melguen
- Son : Yves Erhganalec et Didier Go
- Montage : Christine Keller
- Musique : Daniel Benloulou
- Distribution : Les Films du Marais
- Pays :  France
- Durée : 60 minutes
- Date de sortie : France - 25 mars 1981

## Distribution
- Jean-François Gallotte
- Constance Hammond
- Jean-Jacques Adragian
- Jacques Chabot
- Pierre Gallotte